# Nesle-la-Reposte
Nesle-la-Reposte  là một xã thuộc tỉnh Marne trong vùng Grand Est đông nam nước Pháp. Xã này nằm ở khu vực có độ cao trung bình 144 mét trên mực nước biển.